# جيرهارد فاغنر
جيرهارد فاغنر (بالألمانية: Gerhard Wagner)‏ (25 أغسطس 1944 غلزنكيرشن ألمانيا - ) هو لاعب كرة قدم ألماني، يلعب كمهاجم، لعب 98 مباراة وسجل 8 أهداف.

## مسيرته

### مسيرته مع الأندية
- 1966 - 1967 لعب مع همبورن 07 [الإنجليزية]‏ 12 مباراة.
- 1967 - 1968 لعب مع TSV Marl-Hüls [الإنجليزية]‏ 33 مباراة سجل خلالها 8 أهداف.
- 1968 - 1969 لعب مع روت فايس إيسن 12 مباراة.
- 1969 - 1970 لعب مع آينتراخت فرانكفورت 5 مباريات.
- 1970 - 1971 لعب مع وستفاليا هيرنه [الإنجليزية]‏ 12 مباراة.
- 1971 - 1974 لعب مع  12 مباراة.
- 1974 - 1977 لعب مع  12 مباراة.

## روابط خارجية
- جيرهارد فاغنر على موقع قاعدة بيانات كرة القدم.إي يو (الإنجليزية)
- جيرهارد فاغنر على موقع بيانات كرة القدم. دي إي (الألمانية)
- جيرهارد فاغنر على موقع عالم كرة القدم.نت (الإنجليزية)